# Begur
Begur – gmina w Hiszpanii, w prowincji Girona, w Katalonii, o powierzchni 20,98 km². W 2011 roku gmina liczyła 4221 mieszkańców.